# Marco Pascolo
Marco Pascolo (Sion, 9 de maio de 1966) é um ex-futebolista suíço, considerado um dos melhores goleiros do país.

## Carreira
Pela Seleção Suíça de Futebol, Pascolo defendeu o time em 55 partidas, estreando em 1992, e participou da Copa de 1994 (ficou marcado por sofrer um belo gol de falta do norte-americano Eric Wynalda) e da Eurocopa de 1996, e em ambos os torneios foi titular. Deixou a Seleção em 2001.
Por clubes, se destacou com as camisas de Zürich e Servette, passando também por Sion e Neuchâtel Xamax em seu país, e atuou também fora do futebol suíço, tendo jogado por Cagliari (Itália) e Nottingham Forest (Inglaterra). Pendurou as luvas em 2003, aos 37 anos de idade, após o término de seu contrato com o Servette.

## Treinador de goleiros
Desde 2007, é treinador de goleiros do FC Sion, sua primeira equipe na carreira.